# Deutscher Frauenrat
Der Deutsche Frauenrat (DF) – Lobby der Frauen in Deutschland e. V. ist ein deutscher Dachverband mit Sitz in Berlin. Zweck ist die Vertretung der frauenpolitischen Interessen seiner bundesweit 62 Mitgliedsverbände und -vereine. Hierzu gehören konfessionelle Verbände, Berufsverbände sowie die Frauengruppen der demokratischen, politischen Parteien, der Gewerkschaften und des Deutschen Olympischen Sportbundes, außerdem überkonfessionell und überparteilich arbeitende Organisationen mit vielfältigen sozialen und politischen Aufgaben.
Der DF bezeichnet sich als die größte frauen- und gleichstellungspolitische Interessenvertretung in Deutschland. Vorsitzende des Verbandes ist seit Juni 2021 Beate von Miquel.

## Geschichte
Als Dachverband frauenpolitischer Interessen sieht sich der DF in der Tradition des 1894 gegründeten Bundes Deutscher Frauenvereine (BDF). 1933 löste dieser sich auf, um weder eine „bedingungslose Unterstellung unter den Führer der NSDAP“ noch die „Entfernung nichtarischer Mitglieder aus den Vorständen“ realisieren zu müssen.
1951 schlossen sich vierzehn Frauenverbände auf Bundesebene zum „Informationsdienst für Frauenfragen e. V.“ zusammen. Ihnen ging es in erster Linie um staatsbürgerliche Bildung, die nach dem Krieg wiederhergestellte Geschlechterhierarchie wollten die Frauenverbände nicht in Frage stellen. Unterstützt wurde dieser Verein vom amerikanischen Hochkommissariat.  Zunächst waren Einzelvertreterinnen und nicht Verbände Mitglieder des Bundesverbandes. Mit der Beteiligung von Vertreterinnen der Frauenabteilungen des Deutschen Gewerkschaftsbundes (DGB) und der Deutschen Angestellten-Gewerkschaft (DAG) bahnte sich eine Versöhnung zwischen liberal-bürgerlicher und sozialistischer Frauenbewegung den Weg.
Sieben Jahre später änderte sich das Bündnis grundlegend. Jetzt wurden die Organisationen als Ganzes in den „Informationsdienst und Aktionskreis deutscher Frauenverbände und Frauengruppen gemischter Verbände e. V.“ aufgenommen. Die Aktivitäten durften aber nur einstimmig beschlossen werden. Dies schwächte die Durchsetzungskraft, da so nur auf der Grundlage des kleinsten gemeinsamen Nenners gehandelt werden konnte. 1969 änderte der Verband seinen Namen in Deutscher Frauenrat – Bundesvereinigung deutscher Frauenverbände und Frauengruppen gemischter Verbände e. V.
Seit 1984 beschließt die Mitgliederversammlung des DF mit einfachen Mehrheiten, welche Forderungen der Dachverband bei der Regierung, dem Parlament, den Parteien oder anderen Institutionen als „Lobby der Frauen“ voranbringen soll.
Der Deutsche Frauenrat ist in der Liste der Interessenvertretungen des Deutschen Bundestages eingetragen. Er ist Mitgründer der Europäischen Frauenlobby in Brüssel und genießt als Nichtregierungsorganisation (NRO) besonderen Beraterstatus beim Wirtschafts- und Sozialrat der Vereinten Nationen. Außerdem vertritt er – zusammen mit dem Verband deutscher Unternehmerinnen – Deutschland in der Women20, dem Dialogprozess der weiblichen Zivilgesellschaft, der die Verhandlungen der G20-Staaten begleitet. Außerdem ist der Deutsche Frauenrat Gastgeber des Women7-Dialogs 2022 während der deutschen G7-Präsidentschaft.

## Ziele
Nach eigener Darstellung setzt sich der DF in Politik und Öffentlichkeit für die gemeinsamen Interessen seiner Mitgliedsverbände bei gleichzeitiger Wahrung ihrer Selbstständigkeit ein, um den Belangen der Frauen in der Bundesrepublik Deutschland Gewicht zu geben und sie durchzusetzen.
Er tritt für die Verbesserung der Stellung von Frauen in Familie, Berufs- und Arbeitswelt, Politik und Gesellschaft ein sowie für die Förderung der staatsbürgerlichen Bildung zur Sicherung der Demokratie, der Toleranz, der internationalen Zusammenarbeit. Ziel seines Engagements ist die rechtliche und faktische Gleichstellung von Frauen und Männern in allen Lebensbereichen, wie sie von Artikel 3 Absatz 2 des Grundgesetzes für die Bundesrepublik Deutschland (GG) garantiert wird.

## Wirkung
Der Gesellschaftswissenschaftler Hans-Ulrich Wehler bescheinigt dem DF, trotz seiner großen Mitgliederzahl „selbstzufrieden ein politisches Schattendasein“ geführt zu haben. Änderungen an den diskriminierenden Geschlechterverhältnissen habe in der Geschichte der Bundesrepublik nicht er, sondern die feministische Neue Frauenbewegung seit den 1970er Jahren erkämpft.

## Mitglieder
Der Dachverband hat Ende 2021 bundesweit 59 Mitgliedsverbände. Zu den Gründungsverbänden des Jahres 1951 gehören:
- Arbeitsgemeinschaft der Wählerinnen
- Arbeitsgemeinschaft für Mädchen und Frauenbildung
- Arbeitsgemeinschaft Katholischer Frauenverbände und -gruppen
- Deutsche Angestellten-Gewerkschaft
- Deutscher Akademikerinnenbund
- Deutscher Frauenring
- Deutscher Gewerkschaftsbund
- Deutscher Hausfrauenbund
- Deutscher Landfrauenverband
- Deutscher Verband Berufstätiger Frauen
- Evangelische Frauenarbeit in Deutschland
- Jüdischer Frauenbund
- Staatsbürgerinnenverband
- Verband weiblicher Angestellter
- deutscher ingenieurinnenbund

## Vorsitzende
- Nora Melle (1951–1959)
- Gertrud Ehrle (1960–1970)
- Elisabeth Schwarzhaupt (1970–1973)
- Maria Weber (1973–1974, 1976–1978)
- Irmgard von Meibom (1974–1976, 1978–1980)
- Helga Thieme (1980–1984)
- Irmgard Blättel (1984–1988)
- Brunhilde Fabricius (1988–1992)
- Irmgard Jalowy (1992–1996)
- Helga Schulz (1996–2000)
- Inge von Bönninghausen (2000–2004)
- Brunhilde Raiser (2004–2008)
- Marlies Brouwers (2008–2012)
- Hannelore Buls (2012–2016)
- Mona Küppers (2016–2021)
- Beate von Miquel (seit 2021)

## Publikationen
Ab Neugründung im Jahre 1951 erschien eine verbandseigene Informationszeitschrift zuzüglich diverser Beilagen namens Informationen für die Frau, die von 1999 bis 2015 unter dem Titel erschien:
- Frauenrat: Informationen für die Frau; Informationsdienst des Deutschen Frauenrates – Lobby der Frauen – Bundesvereinigung von Frauenverbänden und Frauengruppen Gemischter Verbände in Deutschland e. V. (ISSN 1438-3667).